# Камбаров Турсун
Турсун Камбарович Камбаров (1912, тепер Узбекистан — 19 січня 1986, місто Фергана, тепер Узбекистан) — радянський партійний діяч, 1-й секретар Наманганського, Каракалпацького, Самаркандського, Ферганського обласних комітетів КП Узбекистану. Депутат Верховної ради Узбецької РСР. Депутат Верховної Ради СРСР 3—5-го скликань.

## Життєпис
Народився в бідній селянській родині. Трудову діяльність розпочав у 1923 році пастухом на хуторі.
З 1926 року — секретар сільської ради. З 1928 по 1938 рік — на комсомольській роботі.
У 1932 році закінчив Комуністичний університет Середньої Азії в Ташкенті.
З 1938 по 1942 рік — заступник голови виконавчого комітету районної ради депутатів трудящих; на керівній господарській роботі.
Член ВКП(б) з 1939 року.
У 1942—1945 роках — 1-й секретар Учкурганського районного комітету КП(б) Узбекистану; секретар Наманганського обласного комітету КП(б) Узбекистану з кадрів.
У 1945 — жовтні 1946 року — 1-й секретар Наманганського обласного комітету КП(б) Узбекистану.
У 1946—1949 роках — слухач Вищої партійної школи при ЦК ВКП(б).
У 1949 — квітні 1950 року — 1-й секретар Каракалпацького обласного комітету КП(б) Узбекистану.
У квітні 1950 — лютому 1954 року — 1-й секретар Самаркандського обласного комітету КП Узбекистану.
У лютому 1954 — лютому 1962 року — 1-й секретар Ферганського обласного комітету КП Узбекистану.
Потім — 1-й секретар Ферганського міського комітету КП Узбекистану.
З 1974 по 19 січня 1986 року — начальник управління комунального господарства виконавчого комітету Ферганської обласної ради народних депутатів.
Помер 19 січня 1986 року.

## Нагороди
- два ордени Леніна
- орден Трудового Червоного Прапора
- орден Червоної Зірки
- орден «Знак Пошани»
- медалі